# Вокзальный проезд (Санкт-Петербург)
Вокза́льный проезд — проезд в Приморском районе Санкт-Петербурга. Широтный проезд в историческом районе Шувалово. Проходит от линии Финляндской железной дороги до Ново-Орловского лесопарка. Параллелен Заповедной улице и Захарову переулку.

## История
Название проезда связано со станцией Шувалово. Оно известно с 1910-х годов в форме Вокзальный переулок. Примерно с 1957 года употребляется современное название.

## Пересечения
С востока на запад Вокзальный проезд пересекают следующие улицы:
- Новоорловская улица — пересечение;
- Новоалександровская улица — пересечение.

## Транспорт
Ближайшие к Вокзальному проезду станции метро — «Озерки» (около 1,8 км по прямой от начала проезда) и «Проспект Просвещения» (около 2,0 км по прямой от начала проезда) 2-й (Московско-Петроградской) линии.
Движение наземного общественного транспорта по проезду отсутствует.
У начала Вокзального проезда расположена железнодорожная станция Шувалово.

## Общественно значимые объекты
- Ново-Орловский лесопарк